# Stopfen (Gleisbau)

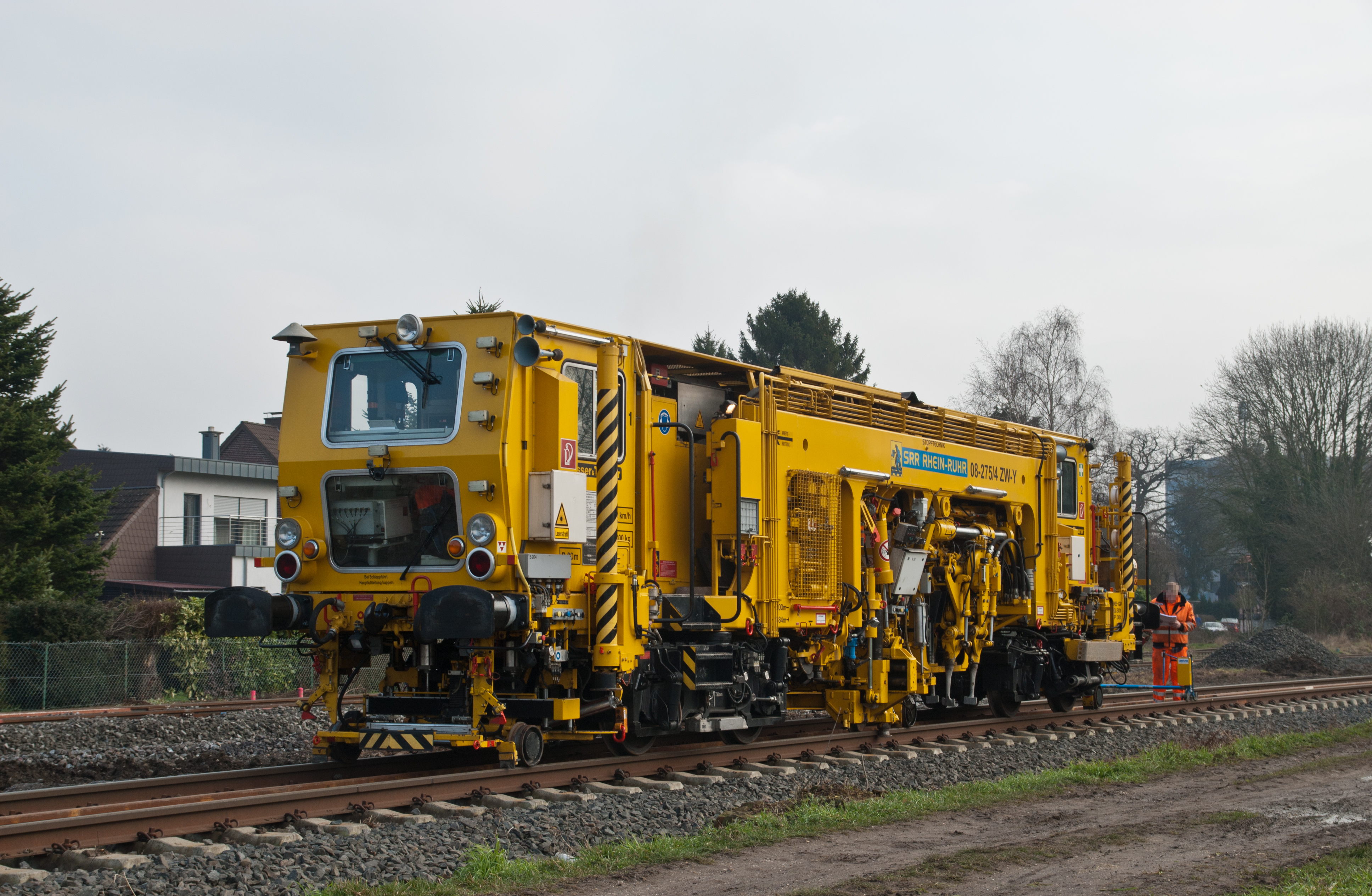
Gleisstopfmaschine vom Typ Plassermatic 08-275/4 ZW-Y

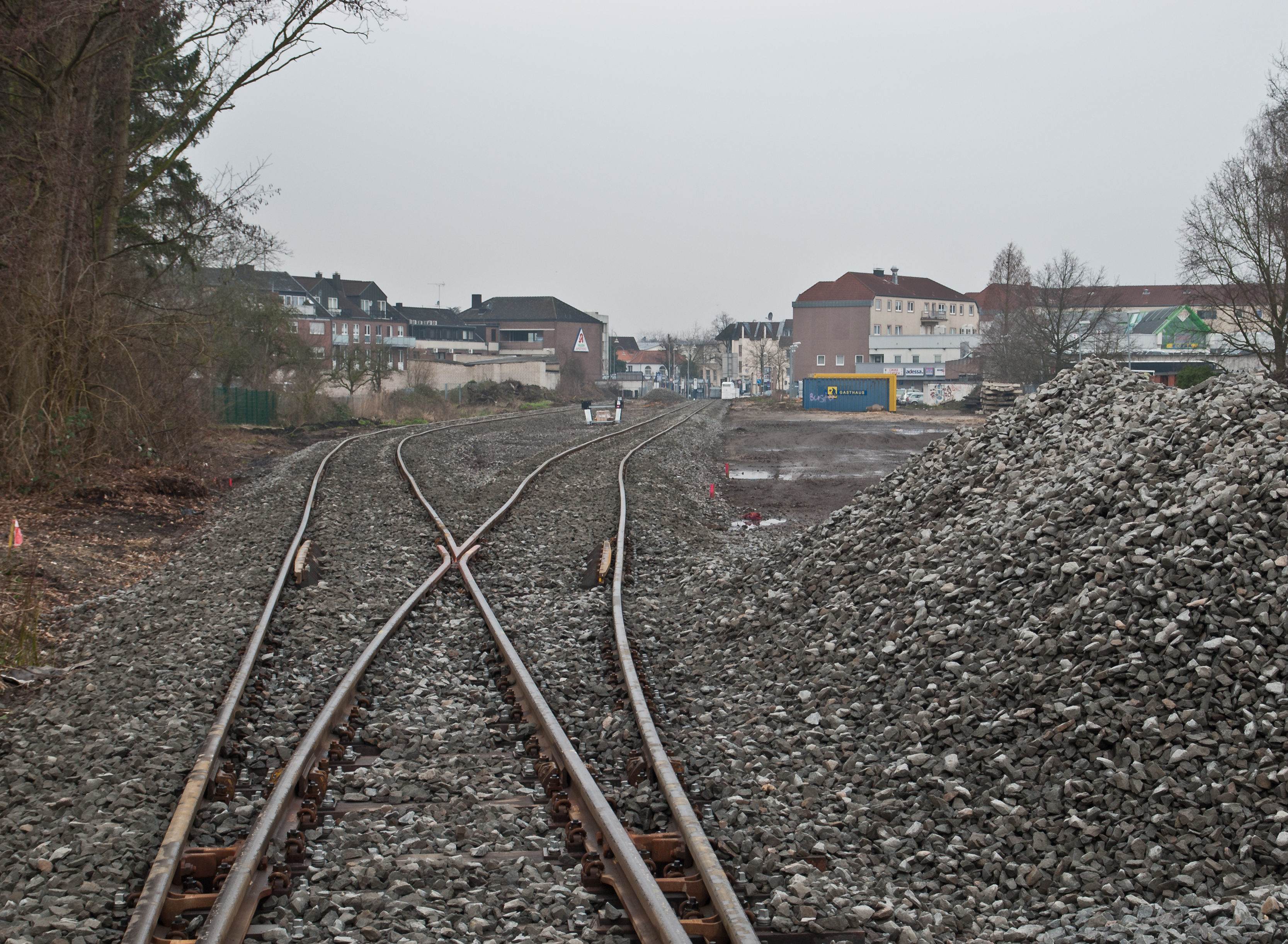
Ungestopftes Neubaugleis mit deutlichen Lagefehlern

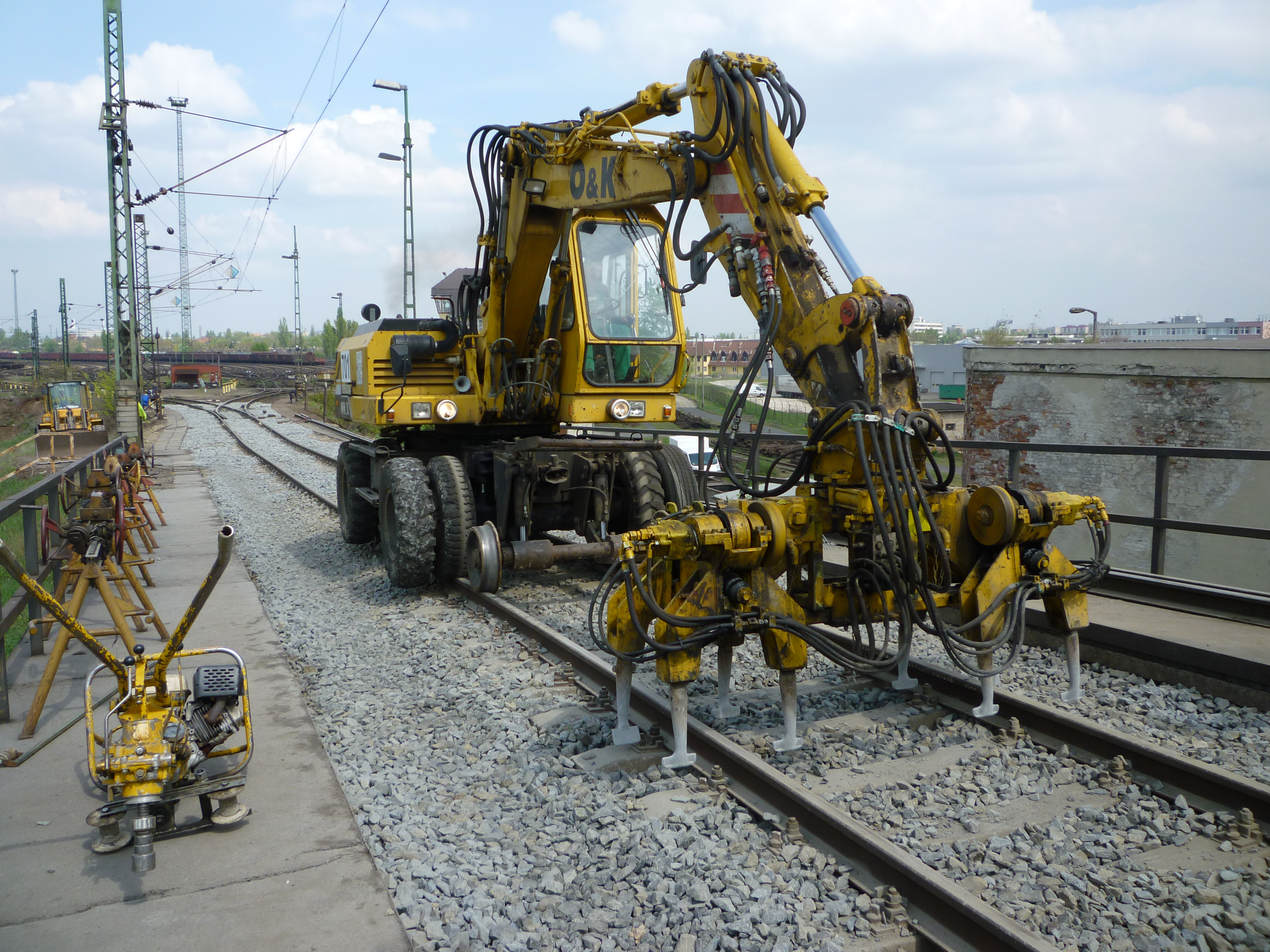
Hydraulisch angetriebenes Stopfgerät als Anbaugerät für Zweiwegebagger

Stopfen (auch als Unterstopfen bezeichnet) ist eine beim Bau und in der Instandhaltung von Gleisen mit Schotteroberbau angewandte Methode, um vertikale Unebenheiten (Höhe) und horizontale Verschiebungen (Richtung) in der Gleislage durch Anheben und/oder Verschieben des Gleises, Weichen und Kreuzungen durch Unterfüttern der Bahnschwellen mit Schotter zu beseitigen. Früher geschah dies händisch mit Winde, Schottergabel und Stopfhacke, heute hingegen zumeist maschinell durch teilweise auch selbstfahrend ausgeführte Nivellier-, Richt- und Stopfmaschinen.
Beim maschinellen Stopfen werden bei geringfügig angehobenem Gleis je Schienen-Schwellen-Auflagepunkt vier stählerne Stopfpickel vibrierend von oben in das Schotterbett eingetaucht. Die Pickel schwingen dabei mit 35 Hz Frequenz horizontal in Längsrichtung der Schienen. Kleine Paddel an den Enden der Pickel agitieren den Schotter, der unter die Schwelle rutscht und sich verdichtet, während die vibrierenden Pickel langsam hochgezogen werden. Stopfmaschinen stopfen seit 1965 zwei, heute meist drei, seit 2005 auch vier Schwellen zugleich. Grundlegende Patente für die sogenannte Asynchrone Druck-Vibrationsstopfung wurden 1953 erteilt.
Moderne Stopfmaschinen nivellieren so das Gleis und stabilisieren es auch dynamisch, während sie kontinuierlich mit 500–1000 Meter pro Stunde bei der Arbeit fortschreiten und dabei auch Bereiche von Weichen und Kreuzungen bearbeiten. Sie können Teil eines Gleisbauzuges sein.
Im Schweizer Fachjargon heißt das Stopfen des Schotterbetts grampen und die Maschine dazu Gleisstopfmaschine, Gramper oder Grampgerät.